# Estação Brasilândia
A Estação Brasilândia será uma das futuras estações do Metrô de São Paulo e pertencerá à Linha 6–Laranja, que atualmente se encontra em obras. Em sua primeira fase, com 15,9 quilômetros de extensão, a Linha 6 deverá interligar o bairro da Vila Brasilândia, na Zona Norte, à Estação São Joaquim, da Linha 1–Azul. Posteriormente, a linha deverá interligar a Rodovia dos Bandeirantes ao bairro de Cidade Líder, na Zona Leste.
A estação ficará localizada em um bloco na confluência entre as ruas Arurunemo, Professor Viveiros Raposo e Padré José Materni com a Estrada do Sabão, próximo ao Roldão Atacadista, junto às escolas estaduais Galdino e João Solimeo. Apesar de se chamar Brasilândia, a futura estação está localizada ao norte do distrito da Freguesia do Ó, praticamente na divisa com o distrito de Brasilândia, na Zona Norte. Além da estação, o atual terminal de ônibus da Brasilândia também irá atender as linhas locais da região.

## História
A estação começou a ser construída oficialmente em 2016, época em que a sua previsão de entrega era de meados de 2020. A Linha 6 começou a ser construída oficialmente em 22 de setembro de 2015, época em que sua entrega estava prevista para meados de 2018. Posteriormente, o governador Geraldo Alckmin prometeu a entrega da primeira fase da linha para 2020, prazo este que acabaria descartado devido a um atraso de um ano no financiamento da Caixa Econômica Federal, que seria usado para o pagamento das desapropriações. Em junho de 2016, a entrega da linha estava prevista para 2021, prazo mantido em outubro de 2017, quando o reinício das obras foi anunciado para o início de 2018.
Atualmente, as obras encontram-se em andamento, após venda do consórcio Move SP à Acciona. Devido ao envolvimento das construtoras do consórcio Move SP na Operação Lava Jato da Polícia Federal, as obras haviam sido paralisadas, pois o antigo consórcio não conseguiu o financiamento previsto de 5,5 bilhões de reais do BNDES para a continuidade do empreendimento. Antes prevista para 2025, a atual previsão de entrega da linha é de 2026.

## Características
Estação enterrada com duas plataformas laterais adjacentes, estruturas em concreto aparente e salas de apoio do nível da superfície. Possuirá acesso para pessoas portadoras de deficiência.
| Sigla | Estação              | Inauguração              | Capacidade     | Integração                                           | Plataformas | Posição     | Notas                                      |
| ----- | -------------------- | ------------------------ | -------------- | ---------------------------------------------------- | ----------- | ----------- | ------------------------------------------ |
| N/D   | Terminal Brasilândia | Segundo semestre de 2026 | Não confirmada | Bilhete Único da SPTrans e terminal de ônibus urbano | Laterais    | Subterrânea | Estação com estrutura de concreto aparente |

## Funcionamento da linha
| Linha     | Terminais                 | Estações | Conexões | Duração das viagens (min) | Intervalo entre trens (s) | Funcionamento |
| --------- | ------------------------- | -------- | --- | ------------------------- | ------------------------- | ------------- |
| 6 Laranja | Brasilândia ↔ São Joaquim | 15       | Água Branca (Linhas 3-Vermelha, 7-Rubi, 8-Diamante e 9-Esmeralda), Higienópolis-Mackenzie (Linha 4-Amarela) e São Joaquim (Linha 1-Azul) | 23                        | 75                        | Em construção |